# Paolo Angioni
Paolo Angioni (Cagliari, 22 gennaio 1938 – 17 agosto 2025) è stato un cavaliere italiano, vincitore di una medaglia d'oro a squadre nel concorso completo di equitazione alle Olimpiadi del 1964 a Tokyo.
La squadra era composta da Mauro Checcoli, Paolo Angioni, Giuseppe Ravano e Alessandro Argenton.

## Biografia
Ufficiale di cavalleria dell'Esercito Italiano, ha preso parte a due edizioni dei Giochi Olimpici.
Nel 1966 Angioni rimase schiacciato sotto il suo cavallo in una gara in Polonia, entrò in coma ma riuscì a recuperare tanto da riuscire a competere alle Olimpiadi di Città del Messico 1968. In seguito ha scritto diversi libri sulla scuola equestre e sulle tecniche.

## Palmarès
| Anno | Manifestazione  | Sede              | Evento                        | Risultato | Note |
| ---- | --------------- | ----------------- | ----------------------------- | --------- | ---- |
| 1964 | Giochi olimpici | Tokyo             | Concorso completo a squadre   | Oro       |      |
| 1964 | Giochi olimpici | Tokyo             | Concorso completo individuale | 11º       |      |
| 1968 | Giochi olimpici | Città del Messico | Concorso completo a squadre   | Rit.      |      |
| 1968 | Giochi olimpici | Città del Messico | Concorso completo individuale | 23º       |      |